# ماكسيميليان باور
ماكسيميليان باور (بالألمانية: Maximilian Bauer) (23 فبراير 1995 بداخاو في ألمانيا - ) هو لاعب كرة قدم ألماني في مركز الدفاع.

## روابط خارجية
- ماكسيميليان باور على موقع قاعدة بيانات كرة القدم.إي يو (الإنجليزية)
- ماكسيميليان باور على موقع بيانات كرة القدم. دي إي (الألمانية)
- ماكسيميليان باور على موقع عالم كرة القدم.نت (الإنجليزية)